# Carelles
Pour les articles ayant des titres homophones, voir Carel, Carrel, Carell et Carrell.
Carelles est une commune française, située dans le département de la Mayenne en région Pays de la Loire, peuplée de 254 habitants.
La commune fait partie de la province historique du Maine, et se situe dans le Bas-Maine.

## Géographie

### Communes limitrophes
| Levaré                             | Levaré                  | Hercé (par un angle), Colombiers-du-Plessis |
| Saint-Berthevin-la-Tannière        | Carelles                | Colombiers-du-Plessis                       |
| Montaudin, Saint-Denis-de-Gastines | Saint-Denis-de-Gastines | Colombiers-du-Plessis                       |

### Climat
Pour des articles plus généraux, voir Climat des Pays de la Loire et Climat de la Mayenne.
En 2010, le climat de la commune est de type climat océanique altéré, selon une étude du CNRS s'appuyant sur une série de données couvrant la période 1971-2000. En 2020, Météo-France publie une typologie des climats de la France métropolitaine dans laquelle la commune est exposée à un climat océanique et est dans une zone de transition entre les régions climatiques « Bretagne orientale et méridionale, Pays nantais, Vendée » et « Moyenne vallée de la Loire ». 
Pour la période 1971-2000, la température annuelle moyenne est de 10,4 °C, avec une amplitude thermique annuelle de 13,6 °C. Le cumul annuel moyen de précipitations est de 933 mm, avec 13,7 jours de précipitations en janvier et 8 jours en juillet. Pour la période 1991-2020, la température moyenne annuelle observée sur la station météorologique de Météo-France la plus proche, « Saint-Mars/la-Futa », sur la commune de Saint-Mars-sur-la-Futaie à 10 km à vol d'oiseau, est de 11,3 °C et le cumul annuel moyen de précipitations est de 929,3 mm,. Pour l'avenir, les paramètres climatiques de la commune estimés pour 2050 selon différents scénarios d'émission de gaz à effet de serre sont consultables sur un site dédié publié par Météo-France en novembre 2022.

## Urbanisme

### Typologie
Au 1er janvier 2024, Carelles est catégorisée commune rurale à habitat très dispersé, selon la nouvelle grille communale de densité à sept niveaux définie par l'Insee en 2022.
Elle est située hors unité urbaine et hors attraction des villes,.

### Occupation des sols
L'occupation des sols de la commune, telle qu'elle ressort de la base de données européenne d’occupation biophysique des sols Corine Land Cover (CLC), est marquée par l'importance des territoires agricoles (98,1 % en 2018), une proportion sensiblement équivalente à celle de 1990 (97,3 %). La répartition détaillée en 2018 est la suivante : 
prairies (41,4 %), zones agricoles hétérogènes (37 %), terres arables (19,6 %), zones urbanisées (1,9 %). L'évolution de l’occupation des sols de la commune et de ses infrastructures peut être observée sur les différentes représentations cartographiques du territoire : la carte de Cassini (XVIIIe siècle), la carte d'état-major (1820-1866) et les cartes ou photos aériennes de l'IGN pour la période actuelle (1950 à aujourd'hui).

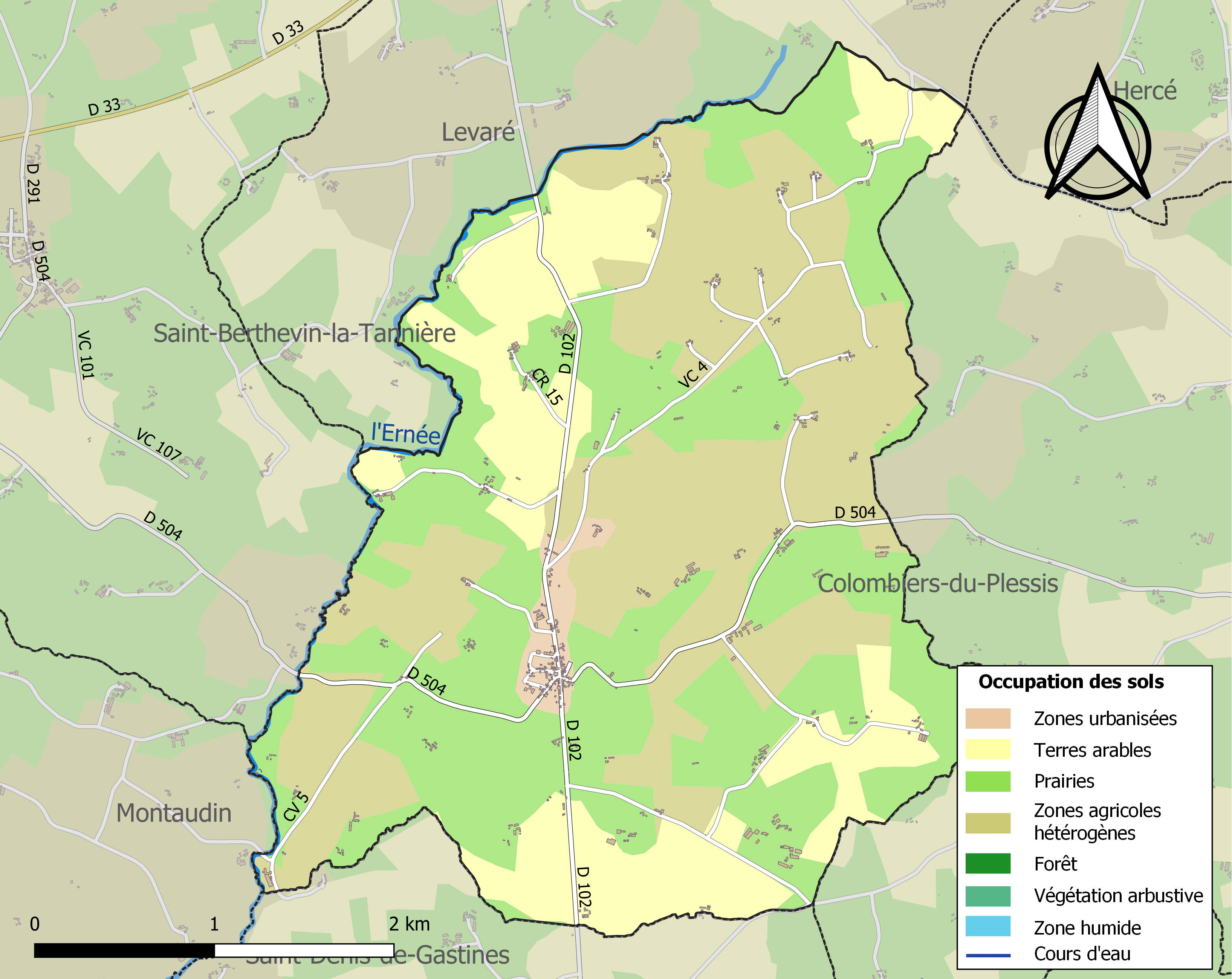
Carte des infrastructures et de l'occupation des sols de la commune en 2018 (CLC).

## Toponymie
Le gentilé est Carellais.

## Politique et administration
Le conseil municipal est composé de onze membres dont le maire et trois adjoints.

## Population et société

### Démographie
L'évolution du nombre d'habitants est connue à travers les recensements de la population effectués dans la commune depuis 1793. Pour les communes de moins de 10 000 habitants, une enquête de recensement portant sur toute la population est réalisée tous les cinq ans, les populations de référence des années intermédiaires étant quant à elles estimées par interpolation ou extrapolation. Pour la commune, le premier recensement exhaustif entrant dans le cadre du nouveau dispositif a été réalisé en 2007.
En 2022, la commune comptait 254 habitants, en évolution de −4,15 % par rapport à 2016 (Mayenne : −0,73 %, France hors Mayotte : +2,11 %).
Carelles a compté jusqu'à 900 habitants en 1866 et 1876.
| 1793 | 1800 | 1806 | 1821 | 1831 | 1836 | 1841 | 1846 | 1851 |
| ---- | ---- | ---- | ---- | ---- | ---- | ---- | ---- | ---- |
| 836  | 871  | 831  | 831  | 849  | 840  | 846  | 809  | 783  |

| 1856 | 1861 | 1866 | 1872 | 1876 | 1881 | 1886 | 1891 | 1896 |
| ---- | ---- | ---- | ---- | ---- | ---- | ---- | ---- | ---- |
| 794  | 850  | 900  | 880  | 900  | 852  | 873  | 824  | 829  |

| 1901 | 1906 | 1911 | 1921 | 1926 | 1931 | 1936 | 1946 | 1954 |
| ---- | ---- | ---- | ---- | ---- | ---- | ---- | ---- | ---- |
| 804  | 804  | 806  | 709  | 710  | 725  | 663  | 638  | 622  |

| 1962 | 1968 | 1975 | 1982 | 1990 | 1999 | 2006 | 2007 | 2012 |
| ---- | ---- | ---- | ---- | ---- | ---- | ---- | ---- | ---- |
| 613  | 538  | 441  | 387  | 358  | 324  | 301  | 298  | 271  |

| 2017 | 2022 | - | - | - | - | - | - | - |
| ---- | ---- | - | - | - | - | - | - | - |
| 267  | 254  | - | - | - | - | - | - | - |

## Activité et manifestations
Le premier week-end de juillet a lieu chaque année le Corso chorégraphique musical international avec la présence de Miss France de l'année en cours.
Le village accueille également le festival de musiques actuelles Terra Incognita au cours du mois d'août.

## Culture locale et patrimoine

### Lieux et monuments

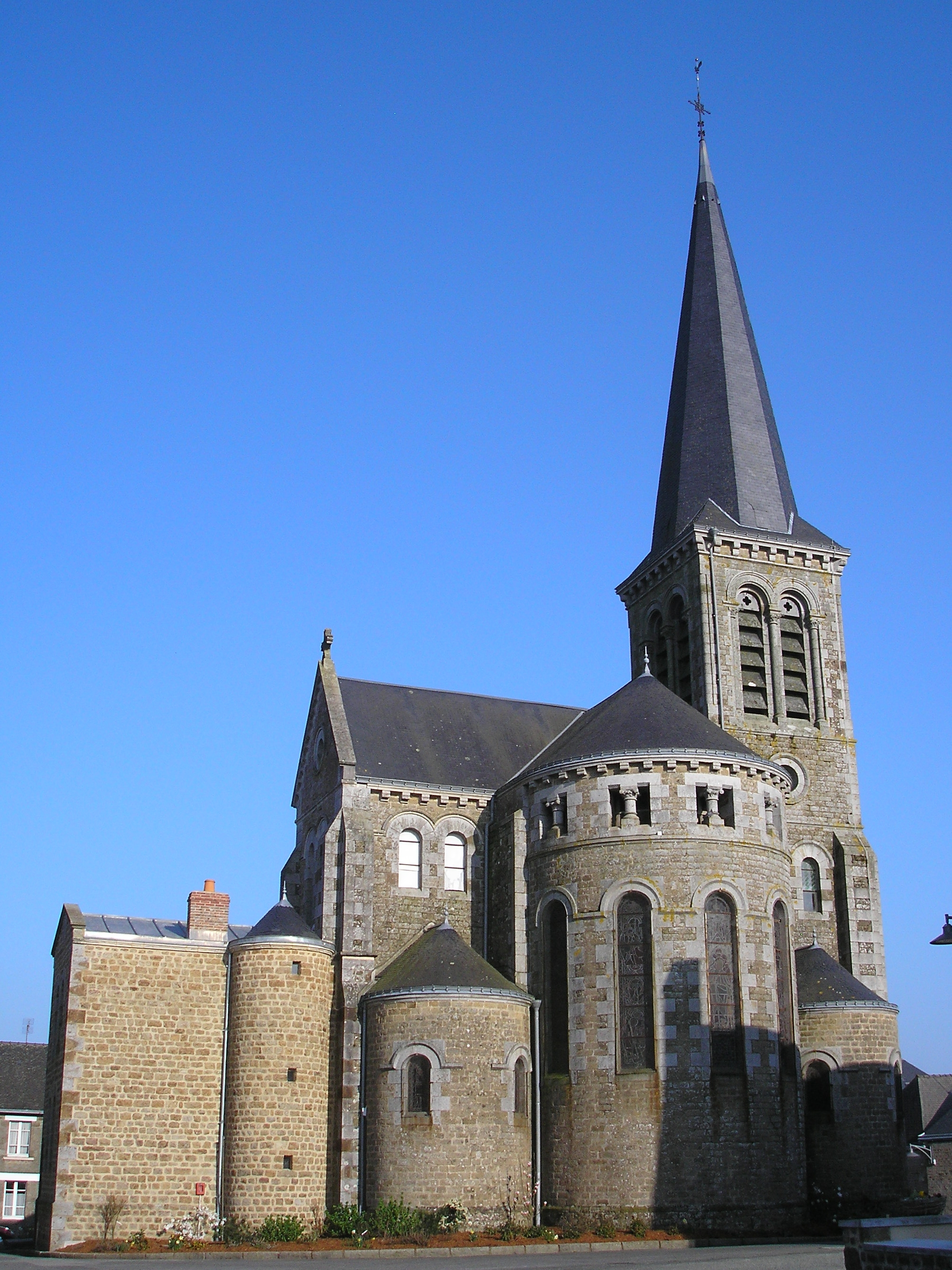
L'église paroissiale Saint-Jean-Baptiste.

- Église Saint-Jean-Baptiste (fin XIXe siècle).

### Personnalités liées à la commune
- Victor Quinton (1866 à Carelles - 1924), évêque, vicaire apostolique en Cochinchine occidentale (aujourd'hui Viêt Nam du Sud).

### Héraldique
| Blason de Carelles | Blason  | D’azur, à un pairle d’argent, maçonné de sable, accosté de deux têtes de mouton d’or. |
| Blason de Carelles | Détails | Le pairle symbolise la position du village dans la fourche formée par la réunion de deux affluents de l’Ernée. Il est maçonné faisant ainsi penser à un mur pour rappeler le nom du village. Les têtes de mouton symbolisent Jean Baptiste le saint patron de Carelles. Les ornements sont deux deux gerbes de blé d’or, mises en sautoir par la pointe et liées de sable afin d’honorer l’activité agricole. Le listel d'argent porte le nom de la commune en lettres majuscules de sable. La couronne de tours dit que l’écu est celui d’une commune ; elle n’a rien à voir avec des fortifications. Le statut officiel du blason reste à déterminer. |